# Kõrbjärv
Kõrbjärv (järv = See) ist ein natürlicher See in der Gemeinde Põlva im Kreis Põlva auf dem estnischen Festland. Am Ufer des 12,7 Hektar großen Sees liegt das Dorf Tilsi und 33,5 Kilometer entfernt liegt der 3555 km² große Peipussee (Peipsi-Pihkva järv).